# Amietia tenuoplicata
Amietia tenuoplicata е вид жаба от семейство Pyxicephalidae. Видът е почти застрашен от изчезване.

## Разпространение
Разпространен е в Танзания.